# The Authority
The Authority é um grupo de super-heróis publicado pela DC Comics. Pertencentes ao universo Wildstorm, a série foi criado por Warren Ellis e Bryan Hitch, e detalha a saga da equipe em cumprir com sua obrigação em fazer o que é certo, chegando a usar suas habilidades sobre-humanas para ignorar leis internacionais e a soberania nacional de qualquer país. Os personagens da série foram em sua maioria criados por Ellis durante o período no qual ele escreveu o título Stormwatch, que precedeu a série.
As edições escritas por Ellis - e a sequência dada por seu substituto, Mark Millar - são geralmente citadas como algumas das mais importantes histórias dos últimos anos, tendo influenciado diversos autores dos anos 2000.
O título foi publicado no Brasil por diversas editoras, como Pandora Books, Devir e Pixel Media, até ser licenciado pela Panini Comics.